# Callipallene phantoma
Callipallene phantoma is een zeespin uit de familie Callipallenidae. De soort behoort tot het geslacht Callipallene. Callipallene phantoma werd in 1881 voor het eerst wetenschappelijk beschreven door Dohrn. 